# Anaspis subtilis
Anaspis subtilis is een keversoort uit de familie bloemspartelkevers (Scraptiidae). De wetenschappelijke naam van de soort is voor het eerst geldig gepubliceerd in 1870 door Clemens Hampe.